# Hemibrycon mikrostiktos
Hemibrycon mikrostiktos är en fiskart som beskrevs av Vinicius Araújo Bertaco och Luiz R. Malabarba 2010. Hemibrycon mikrostiktos ingår i släktet Hemibrycon och familjen Characidae. Inga underarter finns listade i Catalogue of Life.